# Samuel Israel
Samuel Israel, född 1960, var chef för hedgefonden Bayou Hedge Fund Group  där han bedrog investerare på motsvarande 2,7 miljarder kronor.
Samuel Israel dömdes i april 2008 för bedrägeri till 20 års fängelse, men dök aldrig upp vid fängelset. Senare hittades hans bil vid en bro vid Hudsonfloden i New York, och i smutsen på motorhuven stod det skrivet "självmord är smärtfritt", ett citat hämtat från musiktemat till tv-serien M*A*S*H. Den advokat som representerar 20 av de lurade investerarna ansåg att det var ytterligare ett bedrägeri av Samuel Israel. Han överlämnade sig slutligen till polisen i den amerikanska delstaten Massachusetts på USA:s östkust efter flera veckors flykt, sedan han hade fått slut på sina mediciner.
Samuel grundade hedgefonden och ljög sedan om fondens vinster, och hittade på en fejkad revisor som "undertecknade" alla redovisningar.
Bayous kollaps räknas som en av de största hedgefondsskandalerna någonsin.